# Mortonagrion arthuri
Mortonagrion arthuri är en trollsländeart som beskrevs av Fraser 1942. Mortonagrion arthuri ingår i släktet Mortonagrion och familjen dammflicksländor. IUCN kategoriserar arten globalt som nära hotad. Inga underarter finns listade i Catalogue of Life.